# 双绞线

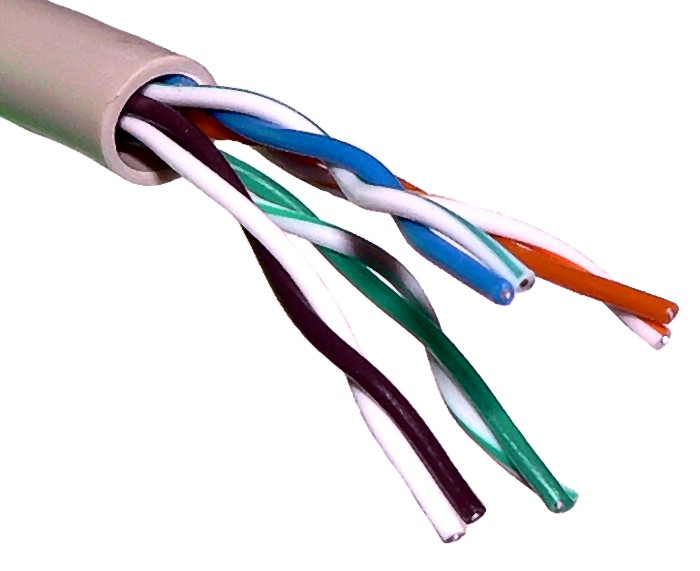
非遮蔽双绞线(UTP)的內部結構

双绞线（英語：Twisted pair）是由兩條外面被覆塑膠類絕緣材料、內含銅纜線，互相絕緣的雙線互相纏繞（一般以順時針纏繞），絞合成螺旋狀的一種電纜線。雙絞線可減少傳送中信號的衰減、減少串扰（英語：crosstalk）及雜訊（英語：Noise）、並改善了對外部電磁干擾的抑制能力。
它是由亚历山大·格拉汉姆·贝尔發明的。一百多年來，一直用於電話網。過去主要是用來傳輸類比信号的，但現在同樣適用於数字信号的傳輸，屬於資訊通訊網路傳輸媒介。

## 說明
雙絞線可以用作平衡傳輸線（英語：balanced line），作為平衡電路的一部分，它可以大大降低通過電場或磁場耦合而引起的雜訊（noise）影響。兩條導線中，每條導線感應的電流幾乎相等。兩條導線螺旋絞合確保兩條線與干擾源（interfering source）的平均距離相同，並且受到的影響相同。雜訊因此產生共模訊號，該共模訊號可以在接收器處僅通過檢測差分信號來消除。
當雜訊源靠近信號線時，在非雙絞線上共模抑制比（英語：common-mode rejection ratio, CMRR）開始失敗。較近的導線將更強地與雜訊耦合，並且接收器將無法消除雜訊。這個問題在電信電纜中尤為明顯，雙絞線可抵消這種影響。

## 电缆类型
- 非屏蔽双绞线（UTP）
- 鋁箔層双绞线（FTP）於每對絞線披覆鋁箔以防止串音干擾。
- 屏蔽双绞线（STP）於線外有金屬網以屏蔽電磁干擾。

## 接頭类型
- RJ-45接头：双绞线与网卡，双绞线与集线器的接口，俗称水晶头。

## 规格型号
EIA/TIA为双绞线电缆定义了幾种不同等級的型号。
这幾种型号如下：
- 1类（CAT-1）：主要用于传输语音，用于数据传输。
- 2类（CAT-2）：传输频率为1MHz，用于语音传输和最高传输速率4Mbps的数据传输，常见于使用4Mbps规范令牌传递协议的旧的令牌環。
- 3类（CAT-3）：指目前在ANSI和EIA/TIA568标准中指定的电缆。该电缆的传输频率为16MHz，用于语音传输及最高传输速率为10Mbps的数据传输，主要用于10BASE-T。
- 4类（CAT-4）：该类电缆的传输频率为20MHz,用于语音传输和最高传输速率16Mbps的数据传输，主要用于基于令牌的局域网和10BASE-T/100BASE-T。
- 5类（CAT-5）：该类电缆增加了绕线密度，外套一种高质量的绝缘材料，传输频率为100MHz,用于语音传输和最高传输速率为100Mbps的数据传输，主要用于100BASE-T和10BASE-T网络，这是最常用的以太网电缆。
- 超5类（CAT-5e）：超5类具有衰减小，串扰少，并且具有更高的衰减与串扰的比值（ACR）和信噪比（Structural Return Loss）、更小的时延误差，性能得到很大提高。
- 6类（CAT-6）：10BASE-T/100BASE-T/1000BASE-T。傳輸頻率為250MHz傳輸速度為1Gbps標準外徑6mm。
- 增強6類（CAT-6A）：10GBASE-T。傳輸頻率為500MHz傳輸速度為10Gbps標準外徑9mm。
- 7類（CAT-7）：傳輸頻率為600MHz傳輸速度為10Gbps單線標準外徑8mm多芯線標準外徑6mm。
- 8類 (CAT-8)：40GBASE-T。傳輸頻率為2000MHz傳輸速度為40Gbps。